# Holepolder (1854)
De Holepolder is een voormalig waterschap in de provincie Groningen. De zogenoemde Holemolen, mogelijk een kleine achtkantige bovenkruier, is in 1855 gebouwd en in 1930 gesloopt.
Het waterschap lag pal ten noorden van het voormalige gehucht De Hole. De noord- en oostgrens lagen bij de grens van de gemeente Slochteren en die van Appingedam en Delfzijl. De polder was 900 m lang (noord-zuid) en 600 m breed (oost-west). De molen stond in het noorden van de polder en sloeg uit op het Holemaar, dat in verbinding stond met het Afwateringskanaal van Duurswold. De molenpolder behoorde oorspronkelijk tot het Oostwoldzijlvest en lag sinds 1871 in het boezemgebied van het Waterschap Duurswold. 
Waterstaatkundig gezien ligt het gebied sinds 2000 binnen dat van het waterschap Hunze en Aa's.

## Naam
Het waterschap is genoemd naar de noordelijke tak van het Holemaar. Het moet niet worden verward met het in 1965 opgerichte waterschap met dezelfde naam Holepolder, dat echter verder oostelijk bij Delfzijl lag.